# Association française du gaz naturel véhicule
L'Association française du gaz naturel véhicule (en abrégé AFGNV) a été créée en 1994 à l'initiative des Pouvoirs Publics et de grandes entreprises françaises (à ne pas confondre avec l'Association française du gaz (AFG), créée en 1874 et qui s'est rebaptisée France Gaz en 2023).
Elle regroupe les parties prenantes de la filière du gaz naturel pour véhicules en France. 
Son but est de faire la promotion de l'utilisation carburant du gaz naturel, qu'il provienne des ressources fossiles ou du biogaz (biométhane purifié en bioGNV) issu de la méthanisation de déchets ou de biomasse. Il s'agit aussi de contribuer au développement des « solutions de mobilité au GNV en favorisant l’implantation de stations d’avitaillement et en développant le prêt de véhicules GNV ». 
Depuis 2014, Jean-Claude Girot est président de l’AFGNV